# 6856 Bethemmons
6856 Bethemmons (1989 EM) là một tiểu hành tinh vành đai chính được phát hiện ngày 5 tháng 3 năm 1989 bởi E. F. Helin ở Palomar.